# نوک‌نهنگ ترو
نوک‌نهنگ ترو آب‌بازی با جثه متوسط و عضو سرده میان‌دندان‌ها از خانواده نوک‌نهنگان است. نام این گونه به افتخار فردریک ترو، از موزه‌داران موزه ملی ایالات متحده که اکنون با نام مؤسسه اسمیتسونین شناخته می‌شود، نام‌گذاری شده است. ترو این جانور را از روی جسد یک نهنگ ماده بالغ که در ساحلی در کارولینای شمالی افتاده بود، شناسایی و رده‌بندی کرد.
دو جمعیت جدا از هم این گونه در اقیانوس اطلس شمالی و اقیانوس هند جنوبی زندگی می‌کنند که احتمال می‌رود زیرگونه‌هایی مستقل از هم باشند.

## توصیف ظاهری
بدن این جانور هماند بدن بیشتر نوک‌نهنگ‌ها است. دو دندان عاج‌مانند نرها در انتهای پوزه ار دهان بیرون می‌آیند. ملون در سر شکلی توپ‌گونه دارد و به نوکی کوتاه ختم می‌شود. رنگ بدن خاکستری تا خاکستری مایل به قهوه‌ای در پشت است که در زیر بدن رنگ روشن‌تری پیدا می‌کند. لب‌ها و کنار چشم‌ها و باله پشتی رنگ تاریک‌تر مشخصی دارند. زخم‌های پدید آمده به دلیل نبرد با کوسه‌ها بر روی بدن نهنگ‌های نر آشکار است. طول نوک‌نهنگ‌های ترو به نزدیک ۵٫۳ متر و وزنشان برای نرها به ۱٬۰۱۰ و ماده‌ها به ۱٬۴۰۰ کیلوگرم می‌رسد. طول نهنگ‌های تازه به دنیا آمده به ۲٫۲ متر می‌رسد.

## گستره
یک گروه از این گونه، که احتمال می‌رود گونه یا زیرگونه‌ای مستقل باشد، در مناطق شمالی اقیانوس اطلس که از نوا اسکوشیا در کانادا آغاز می‌شود و به ایرلند در محدوده بالایی و از فلوریدا و باهاما به جزایر قناری در محدوده جنوبی می‌رسد، زندگی می‌کند. گروه دیگر در نیم‌کره جنوبی زندگی می‌کند و گزارش‌هایی از به ساحل افتادن آن‌ها در آفریقای جنوبی و استرالیا منتشر شده است. این گونه در آب‌های میانی اقیانوس اطلس و شمالی اقیانوس هند یافت نمی‌شود و گمان بر این می‌رود که از آن‌های گرمسیری دوری می‌کند. تخمینی از جمعیت جهانی این جانور در دسترس نیست اما احتمال می‌رود از کمیاب‌ترین گونه‌های نهنگ باشد.